# Référendum islandais de 2010
Pour les articles homonymes, voir Référendum islandais sur le remboursement de la dette.
Le référendum islandais sur le remboursement de la dette est une consultation populaire organisée le 6 mars 2010. Le référendum s'est tenu, d'après l'article 26 de la Constitution, après que le président islandais Ólafur Ragnar Grímsson a refusé de contre-signer la loi du 30 décembre 2009 (connue sous le nom de « deuxième loi Icesave »).

## Résultats

### Nationaux
| Choix                  | Votes   | %     |
| ---------------------- | ------- | ----- |
| Pour                   | 2 599   | 1,90  |
| Contre                 | 134 392 | 98,10 |
|                        |         |       |
| Votes valides          | 136 991 | 94,98 |
| Votes invalides        | 496     | 0,34  |
| Votes blancs           | 6 744   | 4,67  |
| Total                  | 144 231 | 100   |
| Abstention             | 85 695  | 37,27 |
| Inscrits/Participation | 229 926 | 62,73 |

### Par région
| Circonscription            | Oui   | %   | Non     | %    | Blancs | %   | Nuls | %   | Total   | Participation (%) |
| -------------------------- | ----- | --- | ------- | ---- | ------ | --- | ---- | --- | ------- | ----------------- |
| Reykjavíkurkjördæmi norður | 561   | 2,1 | 23.548  | 91,3 | 1.546  | 6,0 | 126  | 0,5 | 25.781  | 58,6              |
| Reykjavíkurkjördæmi suður  | 607   | 2,2 | 25.123  | 92,0 | 1.456  | 5,3 | 115  | 0,4 | 27.301  | 62,0              |
| Suðvesturkjördæmi          | 507   | 1,3 | 36.873  | 94,6 | 1.504  | 3,9 | 110  | 0,3 | 38.994  | 65,7              |
| Norðvesturkjördæmi         | 295   | 2,2 | 12.573  | 91,7 | 660    | 4,9 | 33   | 0,2 | 13.561  | 63,6              |
| Norðausturkjördæmi         | 329   | 1,9 | 15.667  | 92,4 | 899    | 5,3 | 52   | 0,3 | 16.947  | 59,3              |
| Suðurkjördæmi              | 300   | 1,4 | 20.613  | 95,2 | 679    | 3,1 | 55   | 0,3 | 21.647  | 66,2              |
| Total                      | 2.599 | 1,8 | 134.397 | 93,2 | 6.744  | 4,7 | 491  | 0,3 | 144.231 | 62,7              |